# الصياح (بنقردان)
الصياح هي قرية وعمادة تونسية تابعة لمعتمدية بنقردان، تبعد قرابة 3 كلم على وسط مدينة بنقردان وتبلغ مساحتها 170 كلم مربع، بلغ عدد سكانها 8,312 نسمة حسب آخر إحصائيات سنة 2014

### مواضيع ذات علاقة
- معتمدية بنقردان.
- ولاية مدنين.